# 陈均远
陈均远（1939年11月—），男，浙江平阳人，中国地质古生物学家，曾任中国科学院南京地质古生物研究所研究员、博士生导师，第八、九届全国政协委员。